# Seven NACRA Femenino 2011
El Seven NACRA Femenino (North America Caribbean Rugby Association) de 2011 fue la séptima edición del torneo femenino de rugby 7 de la confederación norteamericana.
Se disputó el 12 y el 13 de noviembre en Bridgetown, Barbados.

## Posiciones

### Grupo A
| Equipo      | Encuentros | Encuentros | Encuentros | Encuentros | Tantos  | Tantos    | Tantos     | Puntos |
| Equipo      | jugados    | ganados    | empatados  | perdidos   | a favor | en contra | diferencia | Puntos |
| ----------- | ---------- | ---------- | ---------- | ---------- | ------- | --------- | ---------- | ------ |
| USA South   | 4          | 4          | 0          | 0          | 74      | 14        | +60        | 12     |
| Guyana      | 4          | 2          | 1          | 1          | 56      | 19        | +37        | 9      |
| Santa Lucía | 4          | 2          | 1          | 1          | 27      | 24        | +3         | 9      |
| México      | 4          | 1          | 0          | 3          | 5       | 29        | -24        | 6      |
| Barbados    | 4          | 0          | 0          | 4          | 0       | 76        | -76        | 4      |

### Grupo B
| Equipo                       | Encuentros | Encuentros | Encuentros | Encuentros | Tantos  | Tantos    | Tantos     | Puntos |
| Equipo                       | jugados    | ganados    | empatados  | perdidos   | a favor | en contra | diferencia | Puntos |
| ---------------------------- | ---------- | ---------- | ---------- | ---------- | ------- | --------- | ---------- | ------ |
| Canadá                       | 4          | 4          | 0          | 0          | 176     | 5         | +171       | 12     |
| Trinidad y Tobago            | 4          | 3          | 0          | 1          | 101     | 26        | +75        | 10     |
| Jamaica                      | 4          | 3          | 0          | 1          | 62      | 38        | +24        | 10     |
| Islas Caimán                 | 4          | 1          | 0          | 3          | 22      | 94        | -72        | 6      |
| Guadalupe                    | 4          | 1          | 0          | 3          | 17      | 106       | -89        | 6      |
| San Vicente y las Granadinas | 4          | 0          | 0          | 4          | 10      | 119       | -109       | 4      |

#### Copa de oro
|  | Cuartos de final  | Cuartos de final  | Cuartos de final  |                   |         | Semifinales | Semifinales | Semifinales |                   |                   | Copa         | Copa         | Copa |  |
|  |                   |                   |                   |                   |         |             |             |             |                   |                   |              |              |      |  |
|  |                   |                   |                   |                   |         |             |             |             |                   |                   |              |              |      |  |
|  | Canadá            | Canadá            | 26                |                   |         |             |             |             |                   |                   |              |              |      |  |
|  | Canadá            | Canadá            | 26                |                   |         |             |             |             |                   |                   |              |              |      |  |
|  | México            | México            | 0                 |                   |         |             |             |             |                   |                   |              |              |      |  |
|  | México            | México            | 0                 |                   | Canadá  | Canadá      | 17          |             |                   |                   |              |              |      |  |
|  |                   |                   |                   |                   | Canadá  | Canadá      | 17          |             |                   |                   |              |              |      |  |
|  |                   |                   | Trinidad y Tobago | Trinidad y Tobago | 0       |             |             |             |                   |                   |              |              |      |  |
|  | Trinidad y Tobago | Trinidad y Tobago | Trinidad y Tobago | Trinidad y Tobago | 0       | 5           |             |             |                   |                   |              |              |      |  |
|  | Trinidad y Tobago | Trinidad y Tobago |                   |                   |         |             |             |             |                   |                   |              |              |      |  |
|  | Santa Lucía       | Santa Lucía       | 0                 |                   |         |             |             |             |                   |                   |              |              |      |  |
|  | Santa Lucía       | Santa Lucía       | 0                 |                   |         |             |             |             |                   | Canadá            | Canadá       | 38           |      |  |
|  |                   |                   |                   |                   |         |             |             |             |                   | Canadá            | Canadá       | 38           |      |  |
|  |                   |                   | Jamaica           | Jamaica           | 0       |             |             |             |                   |                   |              |              |      |  |
|  | Jamaica           | Jamaica           | Jamaica           | Jamaica           | 0       | 15          |             |             |                   |                   |              |              |      |  |
|  | Jamaica           | Jamaica           |                   |                   |         |             |             |             |                   |                   |              |              |      |  |
|  | Guyana            | Guyana            | 10                |                   |         |             |             |             |                   |                   |              |              |      |  |
|  | Guyana            | Guyana            | 10                |                   | Jamaica | Jamaica     | 26          |             |                   | Tercer lugar      | Tercer lugar | Tercer lugar |      |  |
|  |                   |                   |                   |                   | Jamaica | Jamaica     | 26          |             |                   | Tercer lugar      | Tercer lugar | Tercer lugar |      |  |
|  |                   |                   | USA South         | USA South         | 5       |             |             |             |                   |                   |              |              |      |  |
|  | USA South         | USA South         | USA South         | USA South         | 5       | 31          |             |             | Trinidad y Tobago | Trinidad y Tobago | 14           |              |      |  |
|  | USA South         | USA South         |                   |                   |         |             |             |             | Trinidad y Tobago | Trinidad y Tobago | 14           |              |      |  |
|  | Islas Caimán      | Islas Caimán      | 0                 |                   |         |             |             |             |                   |                   | USA South    | USA South    | 10   |  |
|  | Islas Caimán      | Islas Caimán      | 0                 |                   |         |             |             |             |                   |                   | USA South    | USA South    | 10   |  |
|  |                   |                   |                   |                   |         |             |             |             |                   |                   |              |              |      |  |

| Bandera de Canadá |
| Campeón Canadá    |
| 3.er título       |